# Metropolitansko područje Sarajeva
Metropolitansko područje Sarajeva (ili Sarajevska regija) najveća je urbana aglomeracija u Bosni i Hercegovini. Čini ga šire područje glavnog grada Sarajeva s procijenjenim brojem stanovnika od 555.210 osoba.
Sastoji se od Sarajevske županije koja broji 413.593 stanovnika, grada Istočnog Sarajeva u kojem živi 61.516 osoba i okolnih općina: Breza, Kiseljak, Kreševo i Visoko. Metropolitansko područje Sarajevo je gospodarski najjače područje u Bosni i Hercegovine i čini preko 45% bruto domaćeg proizvoda države.

## Urbana područja
| br.    | Urbano područje     | Stanovništvo (2013.) |
| ------ | ------------------- | -------------------- |
| 1      | Sarajevska županija | 413.593              |
| 2      | Istočno Sarajevo    | 61.516               |
| 3      | Visoko              | 39.938               |
| 4      | Kiseljak            | 20.722               |
| 5      | Breza               | 14.168               |
| 6      | Kreševo             | 5.273                |
| Ukupno | Ukupno              | 555.210              |